# Jan De Bondt (dirigent)
Jan De Bondt (Mechelen, 15 augustus 1965 - Jette, 8 februari 2022) was een Belgisch dirigent en tubaïst.

## Levensloop
De Bondt kreeg als klein jongetje muzieklessen, eerst als slagwerker, later als trompettist. Later werd hij lid van de Koninklijke Fanfare 'Sint-Cecilia' uit Londerzeel en speelde hij onder leiding van de bekende dirigent Karel Torfs. Hij kreeg verder lessen aan de Gemeentelijke Muziekacademie van Londerzeel en aan de Gemeentelijke Muziekacademie van Buggenhout. Hij wisselde opnieuw van instrument en speelde voortaan de tuba. Op zestienjarige leeftijd kreeg hij lessen van Frans Dierickx aan de Gemeentelijke Muziekacademie van Willebroek.
De Bondt studeerde vervolgens aan het Stedelijk Conservatorium van Mechelen wederom bij Frans Dierickx, maar nu als professor. Aansluitend studeerde hij notenleer, tuba en transpositie aan het Koninklijk Conservatorium van Brussel bij onder anderen Jan Segers, Karel Van Wijnendaele (tubaïst) en Gerry Bruneel. Als solist tuba werkte hij in het Harmonieorkest van het Koninklijk Conservatorium Brussel onder de leiding van de dirigenten Jan Segers, François De Ridder en Norbert Nozy.
Hij was als solist verbonden met de Brass Band Midden-Brabant.
Als dirigent werkte hij sinds 16 januari 1995 met de Koninklijke Fanfare 'Sint-Cecilia', waarmee hij 5 keer de titel "Kampioen van België" behaalde. Hij was verder dirigent van de Koninklijke Fanfare 'De Ware Vrienden der Eendracht' uit Malderen.